# 야왕 (드라마)

《야왕》(野王)은 2013년 1월 14일부터 2013년 4월 2일까지 방영된 SBS 월화 미니시리즈로, 박인권 화백의 만화 《대물 - 야왕전》을 원작으로 하고 있는 두 번째 드라마이다.

## 줄거리
힘겨웠던 시절의 고통을 보상받기 위해 끊임없이 자신의 야망을 채우려는 한 여인과 그런 그녀로부터 버림받고서는 복수를 꿈꾸는 한 남자의 이야기를 다루고 있다.

## 등장인물

### 주요 인물
- 권상우 : 하류 역 (아역 채상우)

대통령 영부인 주다해의 비리사건을 담당한 특별검사팀의 검사 이고 과거에는 호스트 바 직원이자 장제사였다. 태어나면서부터 고아가 되어서 힘들고 괴로웠지만 밝게 자랐다. 그의 곁에는 언제나 다해가 있었고 그녀와 딸 하은별과 함께 가난하지만 행복한 가정을 꾸렸다. 그러나 숨겨진 욕망에 눈을 뜬 다해에게 버림을 받고 그의 인생은 나락으로 떨어졌다. 쌍둥이 형 차재웅으로 신분세탁하여 다해를 향한 복수를 시작한다. 그리고 백학그룹 고문변호사로 들어가 변호사 일을 맡다가 장우철의 조언으로 특검팀에 들어간다. 청와대 압수수색 도중 주다해에게 총상을 맞고 입원한 뒤 다해의 모든 자백을 밝혀냈다. 주양헌에 의해서 교통사고를 당하고 병원에 입원한 뒤 그 이후 달동네 철거촌으로 돌아간다.
- 수애 : 주다해 역 (아역 박민하, 김소연)

이 드라마의 메인 악녀이자 최종 보스.
대통령 영부인. 돌아가신 어머니의 장례도 치르지 못할 정도 가난했고, 이혼이 반복되는 불우한 가정환경 속에서 자랐다. 그렇게 깨달은 건, 남보다 더 높은 지위에 올라야 하고 그러려면 공부를 해야 한다는 것이었다. 위로 올라가면 갈수록 그녀에게는 새로운 세상이 펼쳐졌고, 어느새 그녀는 마음 속에서 하류라는 존재를 지워버렸다. 백학그룹에 입사하면서 백도훈과 연인으로 발전하여 결혼에 성공한다. 백학의 백창학 며느리가 되면서 이사장직까지 올라가려 했지만 하류의 계략으로 이사장 직을 포기하자 백학에서 버림받고 도훈과 이혼한다. 그 이후 하류를 죽이려고 하지만 백도훈이 죽는다. 그 이후 석태일과 손을 잡고 영부인으로 등극하지만 하류와 석태일에 의해 파멸당하고 몰락한다. 양헌이 다해를 죽이려고 하지만 하류가 사고를 당한다. 그리고 하류에게 미안한다는 말을 하고 다해는 벌판에서 쓰러져 병원에 실려가지만 곧 사망한다.
- 정윤호 : 백도훈 역

호적에는 백창학의 아들로 되어 있으나 사실은 백도경의 숨겨진 아들. 촉망받는 아이스하키 선수 출신이었으나 교통사고로 인대가 파열되어 운동을 그만둬야 했다. 그에게는 가업을 이어야 한다는 책임이 주어졌고, 머나먼 미국 땅에서 공부할 때에 의지가 된 사람은 다해였다. 다해에게 있어 그는 사랑의 대상이기보다 화려한 미래로 이끌어 주는 존재이고 주다해와 결혼에 성공한다. 하지만 과거에 하류와 다해 사이에 은별이라는 아이가 있는걸 납골당에서 보고 충격받았고 그 이후로 다해와 이혼하게 되지만 주다해가 하류를 죽이려 하자 오히려 폭발사고로 사망한다.
- 김성령 : 백도경 역

백창학의 외동딸이고 백학그룹의 전무이사. 승마 국가대표 선수였다. 은퇴 후 일본으로 건너가 도훈을 낳고 남편 강지혁과 결별했으며, 호적에 도훈을 동생으로 올렸다. 그녀에게 아들 도훈은 삶의 전부였으나, 다해 때문에 자꾸만 도훈과 멀어지면서 답답해한다. 도훈이 폭발사고로 사망하자 다해를 더 증오하기 시작했고 차재웅 변호사가 하류라는 것을 알고 충격받는다. 하류와 손을 잡고 주다해에게 복수하기 시작하며 이후 백학그룹 회장이 된다.

### 하류의 사람들
- 김하유 → 박민하 : 하은별 역 (4세 → 6세)

하류와 다해의 외동딸. 어머니인 다해가 공부한다고 떠나자 그녀를 항상 그리워 했다. 하류가 교도소에서 복역하는 사이 덤프트럭에 치여 숨졌다
- 이일화 : 홍안심 역

하류를 어릴 적부터 키워줬다. 하류에게 있어서는 누나고 어머니다 엄삼도와 결혼한다.
- 권현상 : 양택배 역

고아원 때부터 하류에게는 가장 절친한 동생이다. 호스트 바에서 하류와 함께 일했고, 희생을 아끼지 않은 하류를 저버린 다해의 배신에 함께 분노한다.
- 성지루 : 엄삼도 역

하류의 사부. 제비계의 '살아있는 전설'이며 사기꾼들 사이에서는 '설계자'로 불린다. 교도소에서 처음 하류를 만나고 그의 옆에서 복수를 돕고 있다. 그 이후 홍안심과 결혼한다.
- 고인범 : 차심봉 역

재웅과 하류의 아버지이다. 가난한 형편 때문에 하류를 고아원에 버렸으나, 죄책감과 그리움으로 수십 년이 지나서 그를 찾고 있다. 심장병을 앓고 있다.
- 권상우 : 차재웅 역

하류의 쌍둥이 형. 변호사이며 환경운동단체에서 활동 중인 여자친구 석수정과 함께 홀아비인 아버지 차심봉을 모시고 지내고 있다. 아버지로부터 쌍둥이 동생이 있다는 사실을 듣게 된 뒤로 찾아다녔다. 하류 출소일 주다해의 의붓오빠 주양헌에게 오인받아 살해당한다.
- 고준희 : 석수정 역

재웅의 여자친구이며 환경운동단체인 초록마당의 간사로 일하고 있다. 석태일 전 서울시장의 딸이며 약혼자 차재웅이 죽은 후 그의 쌍둥이 동생인 하류와 손을 잡고 주다해를 향한 복수를 돕고 있다.
- 윤용현 : 박 부장 역

하류와 택배가 일했던 호스트바 지중해의 부장.

### 다해의 사람들
- 이재윤 : 주양헌 역

이 드라마의 중간 보스.
조직폭력배이지만 아버지 주형태로부터 성적 학대를 당하는 동생 다해를 지켜줬던 따뜻한 의붓오빠이다. 하류가 아버지를 살인함과 동시에 다해를 괴롭히고 있는 걸로 오해한다. 출소한 그에게 경고하려는 과정에서 실수로 그와 닮은 쌍둥이 형 재웅을 납치하고 살해한다. 아버지를 주다해가 죽였다는 얘기를 들으면서 충격받고 주다해를 차로 치어서 죽이려고 한다.
- 정호빈 : 석태일 역

다해의 세번째 남자이자 석수정의 아버지이며 최연소 서울시장으로 대선에 출마해 유력 후보를 누르고 대통령에 당선된 입지전적 인물이다. 주다해를 파멸로 이끄는데 일조하며 과거 정영호를 죽이고 정영호 살인을 자살로 위장했다. 이후 대통령직을 사퇴했다.
- 오나라 : 염 과장 역

백학그룹의 만년과장.

### 도훈과 도경의 사람들
- 이덕화 : 백창학 역

국내 굴지의 대기업 백학그룹의 회장이며 도경의 아버지고 도훈의 외할아버지다.
- 차화연 : 백지미 역

백창학의 여동생이며 도경과 도훈의 고모이다. 10년 전 남편 정영호를 죽게 만든 오빠 백창학에게 악감정을 가지고 있으며 다해를 이용하여 보복하려고 한다.
- 미상 : 강지혁 역

백도경과 같은 승마 국가대표 출신으로 과거 연인사이였다. 백도훈의 숨겨진 아버지이다.

### 그 외 인물
- 정수인 : 표은정 역
- 이주석 : 정영호 역 - 백지미의 남편. 백창학의 지시로 석태일에게 살해당함.
- 이경영 : 한영석 역 - 녹색희망당 대표. 석태일과 주다해를 도움.
- 기세형 : 주양헌의 부하 역
- 유상재 : 검사 역
- 류성훈 : 재소자 역
- 박초은 : 김 비서 역
- 허정은
- 김혜윤 : 친구와 버스 정류장에 있는 학생 역
- 함진성 : 도훈 선배 역
- 허정규 : 형사 역
- 강석철
- 허성태
- 전진기 : 이철우 역

### 특별출연
- 손태영 : 룸싸롱 손님 역

## 시청률
최저 시청률과 최고 시청률은 시청률 조사회사와 지역별로 시청률에 차이가 있을 수 있습니다.
| 2013년      | 2013년      | 2013년         | 2013년       | 2013년         | 2013년       |
| 회차        | 방송일      | TNmS 시청률    | TNmS 시청률  | AGB 시청률     | AGB 시청률   |
| 회차        | 방송일      | 대한민국(전국) | 서울(수도권) | 대한민국(전국) | 서울(수도권) |
| ----------- | ----------- | -------------- | ------------ | -------------- | ------------ |
| 제1회       | 1월 14일    | 8.7%           | 9.8%         | 8.0%           | 9.3%         |
| 제2회       | 1월 15일    | 7.8%           | 8.5%         | 8.1%           | 8.8%         |
| 제3회       | 1월 21일    | 8.2%           | 9.2%         | 10.2%          | 11.1%        |
| 제4회       | 1월 22일    | 9.7%           | 10.6%        | 9.9%           | 10.6%        |
| 제5회       | 1월 28일    | 10.4%          | 11.7%        | 10.1%          | 11.2%        |
| 제6회       | 1월 29일    | 12.0%          | 13.5%        | 12.3%          | 13.6%        |
| 제7회       | 2월 4일     | 13.4%          | 14.7%        | 12.7%          | 14.0%        |
| 제8회       | 2월 5일     | 16.4%          | 18.4%        | 15.3%          | 16.4%        |
| 제9회       | 2월 11일    | 16.4%          | 18.7%        | 15.2%          | 16.1%        |
| 제10회      | 2월 12일    | 20.1%          | 23.3%        | 17.5%          | 18.4%        |
| 제11회      | 2월 18일    | 19.4%          | 21.8%        | 18.6%          | 19.9%        |
| 제12회      | 2월 19일    | 19.6%          | 21.1%        | 19.4%          | 20.8%        |
| 제13회      | 2월 25일    | 17.9%          | 20.2%        | 17.5%          | 18.9%        |
| 제14회      | 2월 26일    | 18.8%          | 20.4%        | 17.7%          | 18.1%        |
| 제15회      | 3월 4일     | 17.4%          | 19.2%        | 16.3%          | 17.2%        |
| 제16회      | 3월 5일     | 18.3%          | 20.0%        | 18.6%          | 19.9%        |
| 제17회      | 3월 11일    | 18.8%          | 21.3%        | 18.5%          | 20.3%        |
| 제18회      | 3월 12일    | 18.8%          | 21.0%        | 18.3%          | 19.4%        |
| 제19회      | 3월 18일    | 18.2%          | 21.4%        | 17.8%          | 19.1%        |
| 제20회      | 3월 19일    | 18.3%          | 21.9%        | 18.6%          | 20.1%        |
| 제21회      | 3월 25일    | 17.0%          | 20.0%        | 18.0%          | 19.9%        |
| 제22회      | 3월 26일    | 22.8%          | 26.1%        | 22.9%          | 24.3%        |
| 제23회      | 4월 1일     | 23.1%          | 25.9%        | 22.5%          | 24.5%        |
| 제24회      | 4월 2일     | 26.7%          | 30.7%        | 25.8%          | 27.5%        |
| 평균 시청률 | 평균 시청률 | 16.6%          | 18.7%        | 16.2%          | 17.5%        |

## 사운드 트랙

### Part.1
| #  | 제목                             | 작사   | 작곡   | 재생 시간 |
| -- | -------------------------------- | ------ | ------ | --------- |
| 1. | 〈너는 모른다〉 (김남길)         | 박선주 | 박선주 | 4:03      |
| 2. | 〈너는 모른다 (Inst.)〉 (김남길) |        | 박선주 | 4:03      |

### Part.2
| #  | 제목                        | 작사              | 작곡              | 재생 시간 |
| -- | --------------------------- | ----------------- | ----------------- | --------- |
| 1. | 〈얼음꽃〉 (에일리)         | 이재규, Rara-Avis | 이재규, Rara-Avis | 3:33      |
| 2. | 〈얼음꽃 (Inst.)〉 (에일리) |                   | 이재규, Rara-Avis | 3:33      |

### Part.3
| #  | 제목                               | 작사   | 작곡           | 재생 시간 |
| -- | ---------------------------------- | ------ | -------------- | --------- |
| 1. | 〈사랑해 미워해〉 (이진성)         | 이진성 | 이재규, 정태유 | 3:44      |
| 2. | 〈사랑해 미워해 (Inst.)〉 (이진성) |        | 이재규, 정태유 | 3:44      |

### Part.4
| #  | 제목                             | 작사   | 작곡   | 재생 시간 |
| -- | -------------------------------- | ------ | ------ | --------- |
| 1. | 〈눈물비〉 (살찐 고양이)         | 강현민 | 강현민 | 3:38      |
| 2. | 〈눈물비 (Inst.)〉 (살찐 고양이) |        | 강현민 | 3:38      |

### Part.5
| #  | 제목                       | 작사           | 작곡           | 재생 시간 |
| -- | -------------------------- | -------------- | -------------- | --------- |
| 1. | 〈못〉 (JK 김동욱)         | 배은정, 이재규 | 이재규, 정태유 | 4:16      |
| 2. | 〈못 (Inst.)〉 (JK 김동욱) |                | 이재규, 정태유 | 4:16      |

### Part.6
| #  | 제목                             | 작사   | 작곡           | 재생 시간 |
| -- | -------------------------------- | ------ | -------------- | --------- |
| 1. | 〈사랑은 없다〉 (임재욱)         | 민연재 | 이재규, 정태유 | 4:32      |
| 2. | 〈사랑은 없다 (Inst.)〉 (임재욱) |        | 이재규, 정태유 | 4:32      |

### Part.7
| #  | 제목                          | 작사                           | 작곡   | 재생 시간 |
| -- | ----------------------------- | ------------------------------ | ------ | --------- |
| 1. | 〈아닌가봐〉 (이영현)         | 박영민, 이래언, 이재규, 임호진 | 권태은 | 4:16      |
| 2. | 〈아닌가봐 (Inst.)〉 (이영현) |                                | 권태은 | 4:16      |

### 야왕 OST
| #   | 제목                                             | 작사                           | 작곡                   | 재생 시간 |
| --- | ------------------------------------------------ | ------------------------------ | ---------------------- | --------- |
| 1.  | 〈야왕 (Main Title)〉 (Various Artists)          |                                | 이용재, 이재규         | 3:07      |
| 2.  | 〈얼음꽃〉 (에일리)                              | 박영민, 이래언, 이재규         | 박영민, 이래언, 이재규 | 3:33      |
| 3.  | 〈사랑해 미워해〉 (이진성)                       | 이진성                         | 이재규, 정태유         | 3:44      |
| 4.  | 〈Foxy〉 (Various Artists)                       |                                | 최민창                 | 2:48      |
| 5.  | 〈Silent Attack〉 (Various Artists)              |                                | 박성진, 최민창         | 5:18      |
| 6.  | 〈Plot〉 (Various Artists)                       |                                | 이용재, 이재규         | 1:45      |
| 7.  | 〈아닌가봐〉 (이영현)                            | 박영민, 이래언, 이재규, 임호진 | 권태은                 | 4:16      |
| 8.  | 〈시간이 왔어〉 (배나잇)                         | 서은정, 이재규                 | 서은정, 이재규         | 3:34      |
| 9.  | 〈Twice Born〉 (Various Artists)                 |                                | 박성진, 최민창         | 2:25      |
| 10. | 〈Desperate〉 (Various Artists)                  |                                | 박상현, 이재규, 정대헌 | 2:02      |
| 11. | 〈In The Begnning (Sad Ver.)〉 (Various Artists) |                                | 박성진, 최민창         | 3:36      |
| 12. | 〈못〉 (JK 김동욱)                               | 배은정, 이재규                 | 이재규, 정태유         | 4:16      |
| 13. | 〈눈물비〉 (살찐 고양이)                         | 강현민                         | 강현민                 | 3:38      |
| 14. | 〈Haryu Theme〉 (Various Artists)                |                                | 박성진                 | 2:42      |
| 15. | 〈Passion〉 (Various Artists)                    |                                | 이용재, 이재규         | 1:21      |
| 16. | 〈Tragic Piano〉 (Various Artists)               |                                | 박성진                 | 3:03      |
| 17. | 〈Damp〉 (Various Artists)                       |                                | 이재규                 | 2:02      |
| 18. | 〈사랑은 없다〉 (임재욱)                         | 민연재                         | 이재규, 정태유         | 4:32      |
| 19. | 〈너는 모른다〉 (김남길)                         | 박선주                         | 박선주                 | 4:03      |
| 20. | 〈Operation〉 (Various Artists)                  |                                | 이재규                 | 1:26      |
| 21. | 〈Run〉 (Various Artists)                        |                                | 박상현, 이재규, 정대헌 | 1:51      |
| 22. | 〈Walt For You〉 (Various Artists)               |                                | 이재규, 정대헌         | 2:14      |
| 23. | 〈In The Begnning〉 (Various Artists)            |                                | 박성진, 최민창         | 1:49      |

## 수상
- 2013년 제8회 서울 드라마 어워즈 한류드라마 우수작품상 수상
- 2013년 대한민국 한류대상 드라마 부문 대중문화대상 수상[4]

## 참고 사항
- 당초 백도경 역은 이미연이 낙점됐으나 사정으로 고사했다.[5]
- 드라마 야왕의 스토리와 주다해 캐릭터와 비슷한 사건이 2022년 5월 10일 실제 발생하였다.

## 촬영 장소
- SBS 탄현제작센터 : 주 촬영지. 경기도 고양시 일산서구 소재
- 베르아델승마클럽 : '비월승마클럽'의 촬영지. 경기도 안산시 단원구 소재
- 아일랜드리조트 코리아 : 도경과 도훈의 집. 경기도 안산시 단원구 소재
- 익산 교도소세트장 : 하류가 수감된 교도소. 전라북도 익산시 성당면 소재
- 삼육 의료원 장례식장 : 하류와 주다해 딸이 교통 사고로 사망한 후 장례를 치른 장소. 서울특별시 동대문구 휘경동 소재

## 동시간대 드라마
- KBS 월화 미니시리즈

《학교 2013》 (2012년 12월 3일 ~ 2013년 1월 28일)
《광고천재 이태백》 (2013년 2월 4일 ~ 2013년 3월 26일)
《직장의 신》 (2013년 4월 1일 ~ 2013년 5월 21일)
- MBC 월화드라마

《마의》 (2012년 10월 1일 ~ 2013년 3월 25일)

## 같이 보기
- 《대물》 (SBS, 2010년 10월 6일 ~ 2010년 12월 23일)

박인권의 만화 《대물》을 원작으로 한 첫 번째 드라마. 대한민국 최초의 여성 대통령을 만들어가는 과정을 그렸다.
- 《세상 어디에도 없는 착한 남자》 (KBS 2TV, 2012년 9월 12일 ~ 2012년 11월 15일)

자신의 야망을 채우기 위해 끊임없이 신분상승을 노리는 한 여자와 그 여자로부터 버림받고 누명을 쓰게 된 한 남자의 복수를 다룬 드라마이다.